# 千葉刑務所

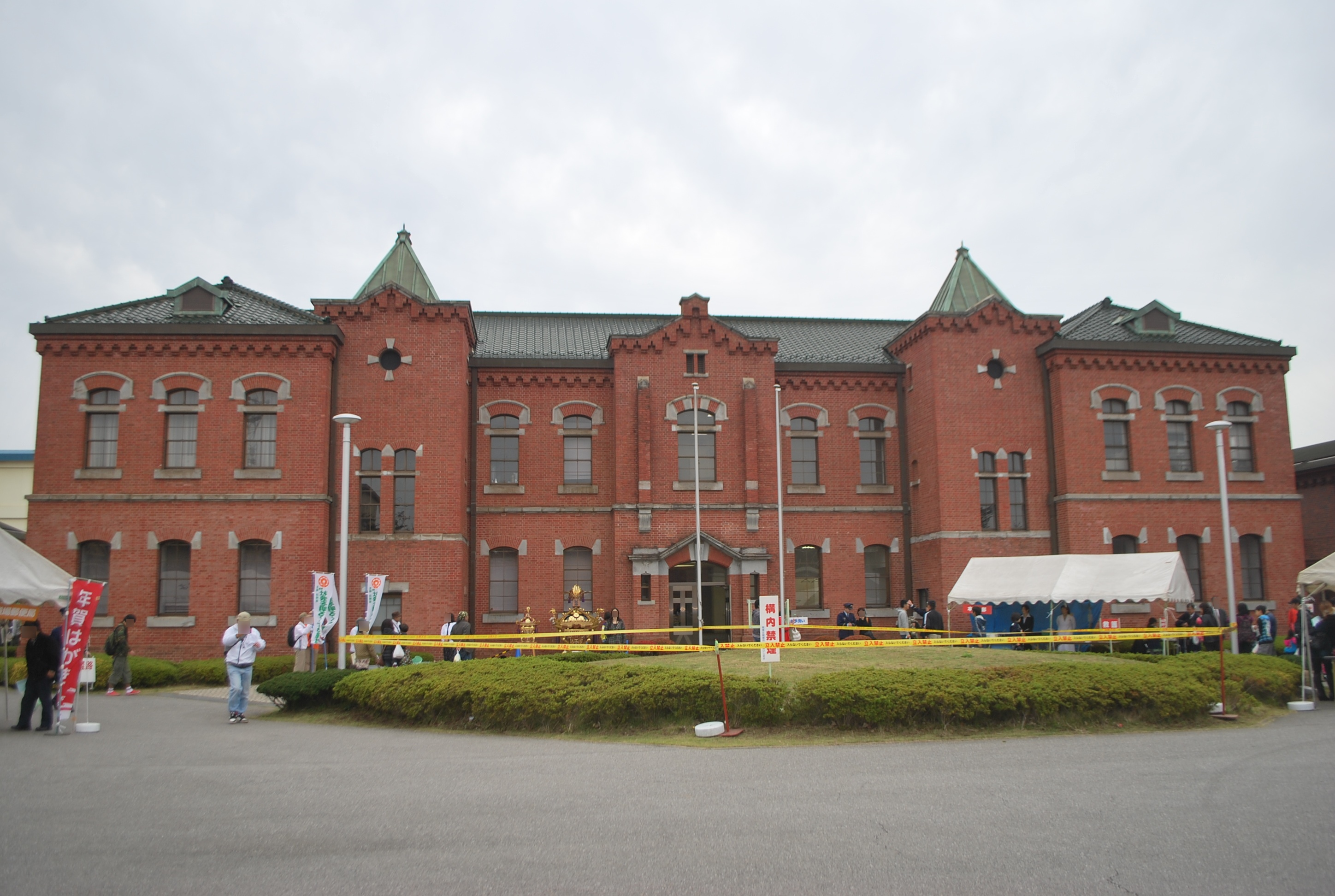
千葉刑務所本館

千葉刑務所（ちばけいむしょ）は、東京矯正管区所管の刑事施設である。管下施設として木更津拘置支所・八日市場拘置支所があるほか、2013年5月15日までは松戸拘置支所（現在は東京拘置所所管）も当所の所管であった。

## 所在地
- 〒264-8585 千葉県千葉市若葉区貝塚町192番地[1]

## 交通アクセス
- 千葉駅（JR東日本総武本線・千葉都市モノレール）および京成千葉駅（京成千葉線）各東口の京成バス9番乗り場から乗車約10分「県職員能力開発センター入口」バス停下車すぐ[2]
  - 9番乗り場からは[千02]市営霊園経由御成台車庫行き、[千01]ほおじろ台経由千城台車庫行き、[つ02]市営霊園経由都賀駅行き が出ているが、全てのバスが「県職員能力開発センター入口」を通る。

## 収容分類級
- LA級・A級

刑期10年以上の初犯者（重罪初犯者）を収容する男子刑務所。また千葉地方裁判所へ起訴された刑事事件被告人は所内の拘置区に拘置（勾留）される。

## 収容定員
- 1,150名

## 組織
所長以下、4部1室を擁する5部制施設である。
- 総務部（庶務課、用度課、会計課）
- 処遇部（処遇部門、作業部門）
- 教育部
- 医務部（保健課、医療課）
- 分類審議室

## 外観・設備

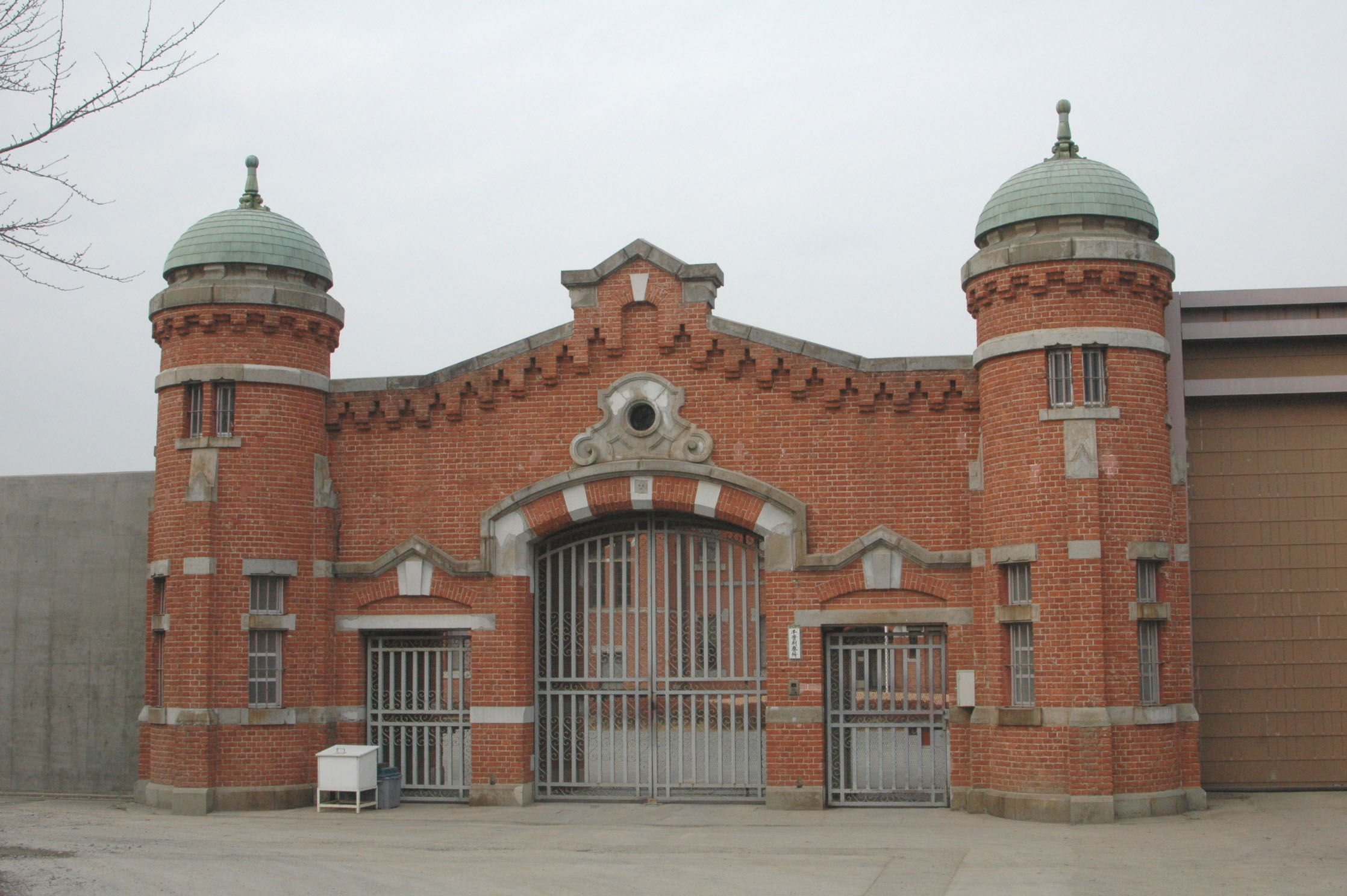
千葉刑務所 正門

正門及び本館は、司法省の山下啓次郎の設計で1907年に竣工。現存する。

## 著名な受刑者
- 加茂田重政
- 甘粕正彦
- 野村秋介
- 泉水博 - 無期懲役
- 見沢知廉 - 懲役12年・1994年に出所 11年後に自殺
- 吉野雅邦[5]（無期懲役）
- 林郁夫 - オウム真理教幹部・無期懲役
- 神奈川金属バット両親殺害事件の受刑者 - 懲役13年 1994年に出所
- 御殿場事件の受刑者 - 懲役1年6月 2010年に出所
- 桜井昌司・杉山卓男 - 布川事件の元受刑者。無期懲役が確定したが後に冤罪が判明し無罪判決
- 小川博（元千葉ロッテマリーンズ投手強盗殺人事件） - 無期懲役[6]
- 金原龍一 - 無期懲役・大阪刑務所から移送。2008年の仮釈放後に自著で服役生活の経緯を発表
- スーパーフリー代表者[7] - 懲役14年　2018年に出所
- 新潟少女監禁事件の受刑者[8] - 懲役14年・2015年に出所　2年後に病死[9]
- 北海道・東京連続少女監禁事件の受刑者 - 懲役14年[10]
- 女子高生コンクリート詰め殺人事件の加害者少年A（犯行当時18歳） - 懲役20年（刑期途中に川越少年刑務所から移送）[11]。2009年に出所[12]
- 新宿西口バス放火事件の受刑者 - 無期懲役・1997年に自殺
- 狭山事件の受刑者 - 無期懲役・1994年に仮釈放
- 足利事件の受刑者 - 無期懲役・服役中に冤罪が判明し、再審が認められる。釈放後に無罪判決
- 小石川事件の受刑者 - 無期懲役・第2次再審請求準備中
- 筋弛緩剤点滴事件の受刑者 - 無期懲役
- 司ちゃん誘拐殺人事件の受刑者 - 無期懲役[13]
- 栃木小1女児殺害事件の受刑者 - 無期懲役[14][15]
- 松戸ガソリンスタンド店長殺害事件の被告人 - 千葉地裁への起訴後に心神喪失状態として公判手続きを停止され、2010年に自殺[16][17]
- 市川一家4人殺害事件の少年死刑囚（犯行当時19歳） - 千葉地裁への起訴後に収監[18]。2017年に東京拘置所で死刑執行[19]
- 柴田白葉女（女流俳人）殺害事件の受刑者 - 千葉刑務所から出所後、殺人を犯す。無期懲役。再犯問題では代表的なケースとして取り上げられることが多い。また服役中に岐阜刑務所長を相手に、俳句の外部投稿に関する不許可処分について訴えを起こしたが、棄却されている[20]。
- バッキー事件の現場責任者H - 懲役15年。2021年に出所[21]
- 桶川ストーカー殺人事件の刑事判決上の首謀者[22]。

## 特記事項
- 刑務作業として高級桐箪笥・神輿・漆工芸品・高級紳士靴など高い作業技術を要求される製品を生産している[23]。
- 初犯を扱うこともあり[23]、著名な受刑者や有名な事件の受刑者も多い。
- 2010年7月には心神喪失状態で起訴後15年以上拘置されていた松戸ガソリンスタンド店長殺害事件（1992年発生）の被告人が両目に木製の箸を突き刺して自殺したほか[16]、2015年2月にも独居房の受刑者が同様の方法で自殺している[24]。
- かつて収監されていたスーパーフリーの代表者は出所後の手記で「いじめのようなものは全くなかった」と述べた[7]。
- 1946年9月3日、木更津刑務支所に面会に来た内妻が、看守に麻薬入りまんじゅうを食わせて逃走を手助けする事件が発生[25]。
- 1947年1月1日、木更津刑務支所の受刑者12人が職員を舎房に閉じ込めた上で逃走。逮捕できず[26]。
- 1976年4月28日、食堂で後片付けをしていた受刑者が脱走[27]。
- 1970年代には刑務所前で、100名以上の暴力団関係者が出所する幹部を出迎える「出所式」が行われることがあった[28]。